# Ausangate
L'Ausangate o Auzangate (Awsanqati en quítxua) és una muntanya del Perú que es troba a la cordillera de Vilcanota, un serralada secundària dels Andes. La seva alçada màxima és de 6.372 msnm i té una prominència de 2.085 metres. Es troba a uns 100 quilòmetres al sud-est de la ciutat del Cusco.
L'Ausangate té un paper important en la mitologia inca. Cada any al vessant nord de la muntanya se celebra la festa de Quyllur Rit'i (quítxua: "neu d'estrella") abans de la festa del Corpus Christi, durant la qual milers de quítxues peregrinen al Senyor de Quyllur Rit'i a l'església de Sinakara.
La primera ascensió del cim fou realitzada el 1953 per una expedició alemanya formada per Fritz März, Heinz Steinmetz, Jürgen Wellenkamp i l'austríac Heinrich Harrer.